# 2015 Games
2015 Games ist ein US-amerikanischer Computerspiel-Hersteller, der 1997 von Tom Kudirka als 2015, Inc. gegründet wurde. Der Sitz des Unternehmens befindet sich in Tulsa, Oklahoma. 2015 Games ist vor allem bekannt durch das 2002 veröffentlichte Spiel Medal of Honor: Allied Assault, das unter anderem von der Zeitschrift Computer Gaming World zum Action-Spiel des Jahres gekürt wurde.
Nach der Entwicklung von Medal of Honor: Allied Assault trennte sich ein Großteil der Belegschaft vom Studio aufgrund von Meinungsverschiedenheiten mit dem Publisher Electronic Arts. Sie gründeten darauf Infinity Ward. Im April 2015 verkaufte das Unternehmen die Markenrechte ihres Titels Men of Valor an Nordic Games.

## Veröffentlichte Spiele
- 1999: SiN: Wages of SiN – Windows (1999)
- 2000: Laser Arena – Windows
- 2001: CIA Operative: Solo Missions – Windows
- 2002: Medal of Honor: Allied Assault – Windows (2002)
- 2004: Men of Valor – Windows, Xbox (2004)